# Мільчаков Сергій Віталійович
Сергій Віталійович Мільчаков (5 серпня 1973; Свердловськ, РСФСР, СРСР) — російський військовослужбовець, генерал-лейтенант, командувач 51-ї гвардійської загальновійськової армії Південного військового округу. Герой Російської Федерації.

## Біографія
Народився 5 квітня 1973 року в Єкатеринбурзі (тоді Свердловськ).
Навчався у Суворовському військовому училищі, яке закінчив, після чого вступив до Челябінського вищого танкового командного училища імені 50-річчя Великого Жовтня (нині не існує). В ньому навчався протягом чотирьох років. Після завершення навчання в училищі, почав служити в бойових частинах ЗС РФ на посаді командира танкового взводу, проходячи ступені військової служби. У 2006 році закінчив Загальновійськову академію ЗС РФ.
З 2008 по 2009 рік був командиром 81-го гвардійського мотострілецького полку, пізніше командував 69-ю окремою бригадою прикриття 35-ї загальновійськової армії.
У 2019 році закінчив Військову академію Генерального штабу Російської Федерації. З 2019 по 2020 рік був командиром 473-го окружного навчального центру підготовки молодшого складу для загальновійськових підрозділів.
Учасник Інтервенції Росії в Сирію, де був заступником командувача угрупованням російських військ. Учасник російського вторгнення в Україну. Очолював 1-й Донецький армійський корпус Народної міліції ДНР, пізніше перетворений на 51-шу загальновійськову Донецьку армію Південного військового округу.

## Звання та нагороди
- Герой Російської Федерації (Указом президента Російської Федерації «закритим» від серпня 2024 року за мужність і героїзм, проявлені при виконанні військового обов'язку, генерал-лейтенанту Мільчакову Сергію Віталійовичу надано звання Героя Російської Федерації з врученням знака особливого відзначення — медалі «Золота Зірка»)
- Орден Олександра Невського.
- Орден Мужності
- Орден «За військові заслуги»
- Медаль ордена «За заслуги перед Вітчизною» II ступеня (з мечами).